# Syzeuctus tricolor
Syzeuctus tricolor là một loài tò vò trong họ Ichneumonidae.